# Cerviniella brodskayae
Cerviniella brodskayae is een eenoogkreeftjessoort uit de familie van de Aegisthidae. De wetenschappelijke naam van de soort is voor het eerst geldig gepubliceerd in 1969 door Por.